# Paul Mazurkiewicz
Paul Mazurkiewicz este bateristul trupei americane de death metal, Cannibal Corpse. Este unul dintre cei doi membri actuali care au făcut parte din componența trupei la fondarea acesteia. Celălalt membru este Alex Webster.